# Leonhard Fürst
Leonhard Fürst (Norimberga, 13 giugno 1904 – 1972) è stato un regista e sceneggiatore tedesco.

## Biografia
Documentarista, scrisse talvolta la sceneggiatura dei suoi film. Viene ricordato soprattutto per essere stato lo sceneggiatore di Verräter, un film di propaganda nazista distribuito in Italia con il titolo Artigli nell'ombra.
In Italia, il suo nome venne riportato italianizzandolo in Leonardo Furst.

## Filmografia

### Regista
- Arbeiter - heute - documentario (1935)
- Klar Schiff zum Gefecht. Ein Film von der deutschen Flotte, co-retia di Franz-Adalbert Zerbe - documentario (1937)
- Die Spaltung des Atoms - documentario (1958)
- Baue - mit Verstand!  - documentario (1959)
- Der Weg zu den Sternen - documentario (1959)
- Das sprechende Licht  - documentario 1959)
- Das Leben mit dem Atom  - documentario (1960)

### Sceneggiatore
- Arbeiter - heute, regia di Leonhard Fürst - documentario (1935)
- Im Lande Widukinds, regia di Felix Lampe, Gösta Nordhaus e Kurt Stanke (1935)
- Artigli nell'ombra (Verräter), regia di Karl Ritter - sceneggiatura (1936)
- Mutterlied, regia di Carmine Gallone - soggetto (1937)
- Solo per te, regia di Carmine Gallone - soggetto (1938)
- Die Spaltung des Atoms, regia di Leonhard Fürst - documentario (1958)